# Maja Pietrowa
Maja Andriejewna Pietrowa z d. Kawierina (ros. Майя Андреевна Петрова; ur. 26 maja 1982 r. w Wołgogradzie) – rosyjska piłkarka ręczna, reprezentantka kraju, zawodniczka Rostowa nad Donem, występująca na pozycji obrotowej.
Jest żoną piłkarza Aleksandra Pietrowa, z którym ma dwóch synów: Artioma i Dimę.
25 sierpnia 2016 roku została odznaczona przez prezydenta Władimira Putina rosyjskim Orderem Przyjaźni.

## Sukcesy reprezentacyjne
- Igrzyska olimpijskie:
  -  2016
- Mistrzostwa świata:
  -  2009
- Mistrzostwa Europy:
  -  2018
  -  2008

## Sukcesy klubowe
- Liga Mistrzyń:
  - Półfinał: 1999-2000 (Akwa Wołgograd), 2017-2018 (GK Rostow-Don)
- Puchar EHF:
  -  2016-2017 (GK Rostow-Don)
  -  2014-2015 (GK Rostow-Don)
- Puchar Zdobywców Pucharów:
  - Półfinał: 2012-2013, 2013-2014 (GK Rostow-Don)
- Mistrzostwa Rosji:
  -  1999–2000, 2000–2001 (Akwa Wołgograd), 2014–2015, 2016–2017, 2017–2018 (GK Rostow-Don)
  -  2001–2002, 2002–2003 (Akwa Wołgograd), 2010–2011, 2011–2012, 2012–2013, 2015–2016 (GK Rostow-Don)
  -  2003–2004, 2004–2005, 2009–2010, 2013–2014 (GK Rostow-Don)
- Puchar Rosji:
  -  2007, 2007–2008, 2011–2012, 2012–2013, 2014–2015, 2015–2016, 2016–2017, 2017–2018 (GK Rostow-Don)
  -  2009–2010, 2010–2011 (GK Rostow-Don)
- Superpuchar Rosji:
  -  2015, 2016, 2017, 2018